# 眼球振盪

水平性眼振

眼球振盪（がんきゅうしんとう、英: nystagmus、独: Nystagmus）は、自分の意思とは関係なく眼球が動く現象。病的なものと生理的なものがある。一般的には眼振（がんしん）と略して呼ぶことが多い。

## 概要
眼振は眼球の不随意的往復運動で、様々な基準で分類される。
眼球の往復運動の様式を基準にする場合には、
- 振子様眼振（一定速度で振子のような往復運動をする）
- 衝動性眼振（一方へ緩やかに動き、他方へは速く動く）

に分けられる。衝動性眼振の緩やかな相は眼振緩徐相と呼ばれ、比較的等速度で通常は病巣側へ偏倚する。速い相は眼振急速相と呼ばれ、脳幹網様体はじめ中枢眼運動系の機能により中央へ向かう非等速運動を示し、振幅が大きくなれば最大速度も上がる。正常な場合は30度の振幅に対し400/秒から500/秒前後だが、意識の状態により差がある。この急速相の方向が衝動性眼振における眼振の方向とされ、両相は常に共に現れる。
眼振の方向を基準とすると、
- 水平性眼振（右向き水平性眼振、左向き水平性眼振）
- 垂直性眼振（上眼瞼向き垂直性眼振、下眼瞼向き垂直性眼振）
- 回旋性眼振（検者からの向きで時計回り、反時計回りの回旋性眼振に分けられる）
  - 水平回旋混合性眼振（水平性と回旋性の混合）
  - 垂直回旋混合性眼振（垂直性と回旋性の混合）
  - 斜行眼振（混合）

に分けることができる。水平性眼振は自発性のもの以外に、温度眼振検査や視運動性眼振検査などでも誘発できる。垂直性眼振において比較的頻度の高い下眼瞼向き眼振の病巣局在診断は下部脳幹とされ、アーノルド・キアリ奇形、脊髄小脳変性症などで認められる。回旋性眼振は下部脳幹、特に前庭神経核の障害によるとされる。
自発性を基準とすると、
- 自発眼振（正面注視で自発的に発症する病的な眼振）
- 誘発眼振（刺激を与えられることで起こる）
  - 注視眼振（注視させた時に誘発される）
  - 温度眼振（外耳道に冷水もしくは温水を注入した時の温度刺激により誘発される）
  - 頭位眼振（頭部の位置を変化させた時に誘発される）
  - 体位変換眼振（体位を変化させた時に誘発される）

に分けられる。自発眼振は末梢、中枢いずれかの前庭系が障害された場合に起こるが、末梢前庭系の障害によるものでは多少のめまい感を伴う。注視眼振は正面注視、左右側方注視、上方注視、下方注視のいずれでも認められる。注視眼振において比較的頻度の高い左右側方注視眼振は、右方注視時には右方へ、左方注視時には左方への急速相をもち、末梢前庭系の障害では見られず、小脳や脳幹をはじめ中枢神経系の病態で現れる。また左右側方注視眼振の検査では、正面視から30度側方注視で眼振が認められるか否かを基準とする。30度以上側方注視では極位眼振が一過性に現れるが、この場合は病的な意義づけがない。
以下の項目では病的か生理的かを基準に病的眼振と生理的眼振に分けており、さらに発生時期を基準にした場合には次節の先天性眼振、後天性眼振のように分けられる。

## 病的な眼振
眼、脳、神経系統の病気が原因となって眼球が動く。他人からは黒目の部分が震えるように動いたり、回転しているように見える。一般的に先天性の場合が多い。
- 先天性眼振の主な特徴 
  - 一般に動揺視（物が揺れて見えること）がない。
  - 弱視や斜視を伴うのが一般であるが、その程度は人それぞれでばらつきが大きい。
  - 斜め方向に眼振が緩和される静止位があることが多い。
  - 眼振が少なくなる角度で見ると、よく視力が得られるため、その方向に頭を傾けて物を見る場合がある。

- 後天性眼振　（しばしば眩暈を伴う）
  - 部位による分類
    - 内耳性眼振（末梢性眼振）
    - 中枢性眼振

先天性眼振は生来、もしくは生後間もなくから現れる自発眼振の一種で、家族的に発症することがあり、水平性のものが多い。臨床的にはめまいや平衡機能障害、その他の神経症状を伴うことはまれである。緩徐相、急速相の速度差が比較的小さい振子様眼振であることが多い。注視によって強まり、閉眼により抑制されることを特徴とし、視運動眼振検査で倒錯現象 inversion を伴う。
後天性眼振のうち、末梢性眼振は内耳の障害や視力障害によるものである。一方、中枢性眼振は中枢神経系（小脳、脳幹の前庭系に関与する部分）の病変によるもので、前庭神経核、内束縦束、脳幹網様体など、また小脳の特に正中部に障害がある時に認められる。

### 治療
眼振の治療は、原疾患の存在が明確である場合にはその治療を行う。先天性眼振の衝動性眼振において、眼振が消失もしくは軽快する静止位をもつために頭位異常を伴う場合には静止位を正面に修正する手術を施す。一時的に眼振を軽減させておくにはプリズムが用いられる。

## 生理的な眼振
いわゆる「目が泳いでいる」状態で、極度の緊張状態のときに発生する。緊張状態が解けることにより眼振も収まる。
- 視運動性眼振

例えば電車に乗っている際に窓の外を見ている状態において生じる。この場合は鉄道眼振といい、電車の進行と同方向の急速相と反対方向の緩徐相をもつ。同じように視運動性刺激により現れる眼振を視運動性眼振といい、水平視運動性眼振では橋部脳幹が、垂直視運動性眼振では中脳が、その発現に関係している。したがって、脳幹や小脳の機能が低下している際にはこの反応が鈍くなる。